# Karl Kani
Karl Kani, eigenlijk Carl Williams (Brooklyn, New York, 1968), is de modeontwerper, oprichter en directeur van het gelijknamige hiphop-kledingmerk.
Karl Kani werd in 1989 gelanceerd als een “fashion-forward” en door hiphop beïnvloede kledingslijn. Geïnspireerd door zijn liefde voor hiphopmuziek en -mode, ontwierp Karl kleding die een breed publiek aansprak.

## Geschiedenis
Carl Williams begon op zestienjarige leeftijd met het ontwerpen van kleding nadat hij in het kledingbedrijf van zijn vader het benodigde handwerk had geleerd. Karl heeft nooit een opleiding gevolgd maar had wel flair om unieke en trendsettende kleding te ontwerpen. Hij kocht materiaal en vertelde de kleermaker hoe de kleding eruit moest komen zien. Voor een klein bedrag creëerde hij op deze manier een unieke outfit.
Karls ontwerpen waren zo uniek dat er snel vraag naar was. Na verschillende optredens bij lokale discotheken wilden jonge mannen ook een unieke Carl Williams-outfit hebben. Zo ontving Karl zijn eerste orders in zijn auto.
De dood van een van zijn beste vrienden bracht hem tot bezinning. ‘Het deed me anders denken over het leven. Ik vond dat ik iets positiefs moest doen.’
In 1989 vertrok Karl met een vriend naar Los Angeles om zijn kans te wagen. Samen openden ze een kledingwinkel op Crenshaw Boulevard, maar zonder succes. Nadat de winkel werd overvallen, verhuisde Karl naar Hollywood waar hij catalogussen van zijn kleding verkocht. Hij besloot ook een advertentie the plaatsen in Right On! Magazine. Maar de verkoop viel echter tegen.

#### Karl Kani: het succes
Na het bekijken van The Today Show kreeg Karl een idee. Hij betaalde een vriend in New York om tijdens de show een uithangbord met zijn logo omhoog te houden. Zijn idee werkte en de verkoop kwam echt op gang.
Karl dacht dat hij meer kans van slagen zou hebben bij een gevestigd modebedrijf. Toen Karl in 1990 Carl Jones ontmoette, medeoprichter van het bedrijf Threads 4 Life Corp, tijdens een modeshow van Cross Colours zag hij zijn kans. De samenwerking met Carl Jones werd in 1992 een feit en duurde twee jaar.
De Karl Kani collectie viel in de smaak. Naast een uitgebreide kleurselectie veranderde Kani ook de pasvorm van de baggy broek, dat een standaard werd in street fashion. Volgens hem hebben Afro-Amerikanen nooit van strakke broeken gehouden en daarom besloot hij de pasvorm van de broeken groter te maken.
In 1994 gebruikte Kani 500.000 dollar van zijn winst om het bedrijf Karl Kani Infinity te oprichten. Tussentijds waren er meer concurrenten op de markt gekomen en moest Kani vooruitstrevend zijn om o.a. Cross Colours en Russell Simmons’ Phat Pharm voor te blijven. Hij was ook bezorgd dat zijn voormalige samenwerking met Cross Colours een hinder zou zijn voor zijn werkrelatie met distributeurs. Kani verwachtte enige weerstand, maar was blij toen zijn collectie een succes bleek te zijn onder de verdelers. "
Volgens Karl Kani is moeilijk te voorspellen wat de klant wil. Daarom behield hij het contact met zijn publiek en stond Karl open voor nieuwe ideeën.

#### Karl Kani Big & Tall
Karl besefte dat er een behoefte was naar grote maten nadat hij met verschillende NBA-spelers had gesproken voor wie de kleren op de huidige kledingmarkt te klein waren. Ook grote, brede mensen zijn modebewust en daarom besloot Kani een ‘Big & Tall’ lijn uit te brengen in 1995.
Om namaak tegen te gaan, ontwierp Karl Kani een unieke jeans lijn met een metalen en leren plaatje dat gehecht werd in de jeans. Na enige weerstand van fabrikanten besloot Karl toch ervoor te gaan en werd het zijn bestverkochte jeansbroek ooit.
Karl Kani gebruikte het metalen plaatje om zijn positieve boodschap over te brengen aan anderen.
“Geïnspireerd door de vitaliteit van de straten van Brooklyn New York moedigt Karl Kani, de jonge Afro-Amerikaanse ontwerper, je aan om je eigen dromen te laten uitkomen en je doelen te verwezenlijken. Draag de kleding die de kennis vertegenwoordigt van Afro-Amerikaanse creativiteit en vastberadenheid. Erken de handtekening die de Afro-Amerikaanse eenheid en trots symboliseert… peace, Karl Kani."

## Oorsprong naam
Carl Williams symboliseert de ‘American Dream’. Karl groeide op in een bescheiden gezin uit Brooklyn, New York. Zijn moeder was van Costa Rica en zijn vader van Panama.
Jonge Karl had een passie voor Hip Hop muziek en mode en dit was tevens zijn droom. Hij wist niet hoe hij zijn droom zou verwezenlijken, maar hij geloofde in zichzelf.
Toen Karl in Los Angeles zijn carrière startte als ontwerper, kende hij een moeizame start. De vraag die hij zich jarenlang afvroeg, bleef in zijn hoofd spoken : Kan ik het doen? (In het Engels: Can I ?), Kan ik een mode-imperium opbouwen? Kan ik de ‘Ralph Lauren van de ‘streets’’ worden?
Hij veranderde de C van ‘Can I’ en Carl naar een stijlvolle K, en zo werd zijn naam en levensvraag de basis van het merk Karl Kani.

## The Godfather of Urban Fashion
Carl Williams is de eerste zwarte man die een Hip Hop kledingmerk startte en sinds 1996 behoort hij volgens People Magazine ook tot de 100 rijkste Afro-Amerikanen. Hij ontwierp als eerste de baggy broek en inspireerde vele Afro-Amerikaanse ontwerpers in zijn voetsporen te treden. Karl Kani bewijst hiermee de echte ‘Godfather of Urban Fashion’ te zijn.

## ‘The Originator’
Kani wordt ook ‘The Originator’ genoemd. Karl was een van de eerste om Hip Hop muziek te combineren met mode. Hij vond een niche in de markt die daarvoor over het hoofd werd gezien en heeft de weg vrij gemaakt voor andere Hip Hop kledingmerken. Omdat hij de eerste Afro-Amerikaanse man is die een Hip Hop kledingmerk heeft opgericht en hij velen inspireerde in zijn voetsporen te volgen. Door zijn prestaties in de modewereld wordt Karl Kani ook ‘The Originator’ genoemd.

## Het Witte Huis
Kani’s werk bleef niet onopgemerkt. Kani had in 1999 de eer om zijn collectie voor te stellen in het Witte Huis voor president Bill Clinton tijdens een informele modeshow. In 1996 kreeg hij erkenning van Black Enterprise Magazine voor zijn bedrijf en in 2002 ontving hij een Urban Fashion Award.

## Prijzen
Kani is een van de bekendste en invloedrijkste zwarte ontwerpers van urban fashion geworden in de Verenigde Staten. Dankzij zijn succes benoemde Black Enterprise Magazine Karl Kani in 1996 tot ‘Company of the Year’ omdat het een van de succesvolste Afro-Amerikaanse internationale bedrijven was. En daar bleef het niet bij.
In 2002 kreeg Carl tijdens de Urban Fashion Awards erkenning voor zijn werk met een ‘Urban Fashion Pioneer Award’.

## Celebrities
Begin jaren ’90 was Karl Kani vooral in de muziekindustrie de voorganger in ‘urban fashion’. Kani kleding dragen, was een symbool voor succes en een ‘fashion statement’.
Veel bekende hiphop- en R&B-artiesten hebben kleding van Karl Kani gedragen, onder meer Fatal B, 2Pac, Aaliyah, Baby, Cash Money, Heavy D, Kelly Clarkson, Lil’ Kim, Lil’ Wayne, N Sync, Nas, Dr. Dre, Ice T, P Diddy, Kool G Rap, Ed Lover, Mike Tyson, Heavy D, Big Daddy Kane, Pete Rock & CL Smooth, Notorious B.I.G., Next, 112, Redman, Tatyana Ali, Snoop Dogg, Three 6 Mafia, Tyson Beckford en Will Smith, Method Man en LSR. Hierdoor is het merk steeds bekender geworden.

#### Advertentiecampagnes met celebrities
Karl Kani was ook het eerste kledingmerk dat Hip Hop artiesten gebruikte voor zijn campagnes.

#### De eerste Karl Kani-campagne
Artiest Pete Rock was als eerste te zien in een Karl Kani campagne. Pete Rock is een Amerikaanse hiphop-dj, producer en MC van Jamaicaanse afkomst. Begin jaren 90 werd hij bekend als lid van het bekende duo Pete Rock en CL Smooth.

##### Hiphopartiesten
Na de eerste campagne volgden velen artiesten:
- 1993 – P Diddy
- 1995 – 2Pac
- 1996 – Nas
- 1997 – Baby
- 1997 – Heavy D
- 1997 - Redman
- 1998 - Redman
- 2003 - Baby
- 2006 - Redman
- 2008 - Three 6 Mafia
- 2009 - LSR

#### Redman
Redman is een Amerikaanse rapper en acteur. Redman werd bekend begin jaren 90 met zijn album Whut? Thee Album en hierdoor benoemde ‘The Source’ hem tot ‘Rap artist of the year’ in 1992. Redmans best bekende hit is ‘Dirrty’ met Christina Aguilera. Redman is ook een goede vriend van Karl en heeft als enige artiest 3 advertentie campagnes voor Karl Kani gedaan. Hij is ook te zien in een Kani commercial waar hij het campagne lied rapt.

#### Three 6 Mafia
Three 6 Mafia is een hiphopgroep uit Memphis, Tennessee. Three 6 Mafia schreef geschiedenis toen ze als eerste Afro-Amerikaanse Hip Hop groep een Academy Award wonnen voor het nummer It’s Hard Out Here for a Pimp. Ze waren ook de eerste Hip Hop artiesten ooit die tijdens de ceremonie mochten optreden.
Tijdens hun toer in Europa werd de groep door Karl Kani gesponsord. De twee leden van Three 6 Mafia staan ook in de advertenties voor de Spring/Summer en Autumn/Winter 2008 collectie.

#### Celebrity quotes

##### P Diddy
“You know one of the reasons why I always praise this industry is because you can be a self-taught clothing designer and still make millions or even billions of dollars! (…) Karl Kani is self-taught, but a lot of people don’t know that.” He paid further homage to Karl Kani, who paved the way for him. Diddy stated that he celebrated the path he carved for me, this couldn’t have happened without him.”.

##### Baby
“Karl Kani's clothes speak like our music does; he combines street with bling in the same way we do. Karl wants his clothing line to be where the trends are and where things are happening and that's where Cash Money is. Where things are happening big time."

##### Notorious B.I.G
“So recognize the dick size in these Karl Kani jeans”
Notorious B.I.G - Want That Old Thing Back

##### Jay-Z
“I had the Karl Kani shit on. If you looked at my clothes you could see I was out of there.”

##### Missy Elliot
“Now my arm close hang up, my crew is deeper than Karl Kani pockets”
Missy Elliot – Dangerous Mouths (featuring Redman)

##### Redman
“I would be brief but my Karl Kani's didn't dry”
Redman - A million and One Buddah spots
“Karl Kani down, camoflouge can't hide the sounds”
Redman – Rollin

##### Nas
“You far behind I rock the reptiles and steal a Karl Kani's, guard your eyes”
Nas - Executive Decisions

##### Eminem
“With a walkmen on when I caught a guy givin me an awkward eye
And strangled him off in the parkin lot with his Karl Kani”
Dr. Dre feat. Eminem- Forgot About Dre

##### Kool Keith
“Some try to rap with that perpetrate mobster crap
Karl Kani jeans, fat stomachs in the limosines
Mixtapes by wack DJ's adds doo doo play
I'm on the turnpike, the city drifting down the highway”
Kool Keith - Plastic world

##### Non Phixion
“I'd reverse the effects of physical neglect
I'd want ho's in front of mirrors askin,wheres my self respect?
I'd want raulph lauren to get down with karl kani
no rode-o drive smack in the middle of south side”
Non Phixion – 4w’s

##### Nelly
“And I didn't have to get my whole team just to do that
In a blue hat, with a black baggy Karl Kani
An iced out ring just to score on your eye”
Nelly feat St.Lunatics - Steal Da Show

## Product
Karl Kani werd in 1989 opgericht. De doelgroep bestond voornamelijk uit Afro-Amerikanen met een voorliefde voor Hip Hop muziek. Het merk werd ook zeer geliefd bij blanke jongeren die fan zijn van de Hip Hop stijl. Dankzij deze uitbreiding in zijn publiek kon Kani zijn collectie aanbieden in winkels die daarvoor nooit ‘urban fashion’ in de aanbieding hadden.
Een opvallend item was de jeans waar een metalen plaatje aan gehecht was. Kani maakte hier gebruik van om zijn positieve boodschap over te brengen aan consumenten. Bekende items uit de collectie zijn onder andere de oversized T-shirts met de bekende Kani handtekening en de Kani baggy jeans, waar het allemaal mee begon.

#### De Kani-handtekening
Karl Kani was de eerste om zijn handtekening te gebruiken als logo. Dit inspireerde anderen om zijn voorbeeld te volgen.

#### De baggy jeans
Kani besefte dat Afro-Amerikanen nooit van strakke broeken hebben gehouden en besloot daarom de pasvorm van de broeken groter te maken. Hij was hiermee de eerste om met een baggy broek op de markt te komen. De baggy broek is ondertussen een standaard geworden in ‘Street Fashion’.

## Distributie
De Karl Kani-collectie wordt in geselecteerde winkels verkocht in Europa, Azië, Zuid-Afrika en Amerika.